# 달 궤도
천문학에서 달의 궤도(Lunar Orbit)는 무인 우주선 등 어떠한 물체가 달의 주위를 공전할 때의 궤도를 뜻하며, 물체가 달과 가장 멀리 떨어지는 지점을 원월점(遠月點), 가장 가까이 붙어있는 지점을 근월점(近月點)이라고 한다.
또한 물체가 달의 표면으로부터 100km 이내로 접근할 수 있는 지점을 LLO(Low Lunar orbit)라고 하며, 달 개척 분야에서 관심을 받고 있으나, 중력섭동으로 인해 불안정한 상태에 놓이게 되거나 궤도 경사를 이탈해 무한정 표류 상태에 놓이게 되는 부작용이 지적되기도 한다.

## 같이 보기
- 궤도역학